# Violinista (escultura)

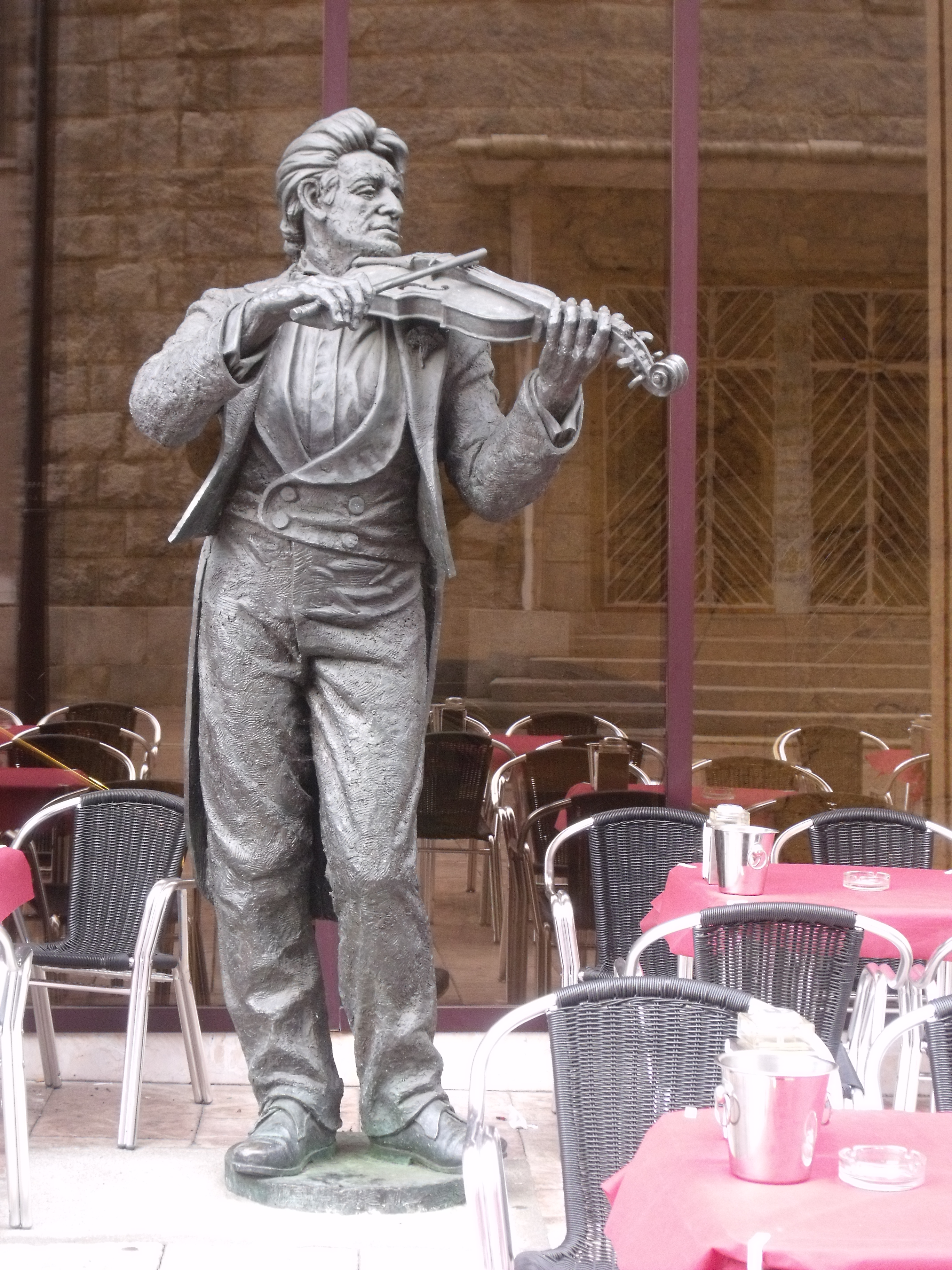
Violinista.

La escultura urbana conocida como Violinista, ubicada en la plaza de la Gesta, frente al Auditorio Príncipe Felipe, en la ciudad de Oviedo, Principado de Asturias, España, es una de las más de un centenar que adornan las calles de la mencionada ciudad española.
El paisaje urbano de esta ciudad se ve adornado por obras escultóricas, generalmente monumentos conmemorativos dedicados a personajes de especial relevancia en un primer momento, y más puramente artísticas desde finales del siglo XX.
La escultura, hecha en bronce, es obra de Mauro Álvarez Fernández, y está datada en 1997. La estatua está erigida para ser un complemento al Auditorio Príncipe Felipe, el cual se construyó para mejorar las dotaciones musicales de la ciudad, homenajeando con ella a la música, simbolizada en la figura de un violinista.